# Iranische Fußballnationalmannschaft der Frauen
Die iranische Fußballnationalmannschaft der Frauen repräsentiert Iran im internationalen Frauenfußball. Die Nationalmannschaft ist dem iranischen Fußballverband (I.R.I.F.F.) unterstellt. Entsprechend dem Spitznamen der Iranischen Fußballnationalmannschaft der Männer, Team Melli, wird die Frauen-Mannschaft Team Melli Baanovaan genannt.

## Geschichte
Die erste iranische Frauenfußballmannschaft wurde vom Taj-Fußballklub (Esteghlal Teheran) gegründet, und zu diesem Zweck veranstaltete der Taj-Klub Trainingskurse für Frauen. Danach bildeten die Persepolis- und Dayhim-Klubs auch ihre eigenen Frauenmannschaften und als die Anzahl der Mannschaften und die Aufnahme von Mädchen in diesem Sport zunahmen, setzte der iranische Fußballverband auch die Bildung der ersten iranischen Frauenauswahl auf seine Agenda und schickte mehrere talentierte Frauen zu FIFA-Trainingskursen, um sich im Bereich Trainer auszubilden.
Pari Abasalti, eine der Gründerinnen der Damenvereinigung und des Damenmagazins Ettelaat-e Banuvan, lud am 17. Mai 1971 ein ausgewähltes Team italienischer Fußballerinnen zu einem Freundschaftsspiel gegen die Vertreterin des Iran, die Taj-Frauenfußballmannschaft, ein. In diesem Spiel, das das erste internationale Frauenfußballspiel im Iran war, unterlag die Mannschaft von Taj ihrem Gegner mit 0:2. In diesem Spiel war Genik Shahbazian, die Torfrau des Taj-Teams, die beste Spielerin auf dem Feld und glänzte viele Male durch tolle Paraden.
Nach der Islamischen Revolution von 1979 erfuhr der Frauenfußball viele Veränderungen. Spielerinnen wurden gezwungen, einen vollständigen Hijab zu tragen, und männlichen Zuschauern wurde der Zutritt zum Frauenstadion verwehrt. Erst 2005 nahm die iranische Fußballnationalmannschaft der Frauen ihren Spielbetrieb wieder auf. Bei der Westasienmeisterschaft 2005 in Jordanien erreichten die iranischen Frauen bei ihrem ersten Anlauf in einem offiziellen Turnier auf Anhieb den zweiten Platz. Im Anschluss daran fand 2006 in Teheran das erste Fußballspiel der Iranischen Fußballnationalmannschaft der Frauen in einem heimischen Stadion seit der Revolution statt. Gegner war das Frauenteam des Berliner Vereins BSV Al-Dersimspor. Das Ergebnis des Spiels war 2:2. Über die Begegnung entstand der Dokumentarfilm Football Under Cover. Ein Rückspiel war für 2007 in Berlin geplant, welches das iranische Team jedoch absagte. Iran qualifizierte sich erstmals 2022 für die Fußball-Asienmeisterschaft der Frauen. Nach einem Unentschieden gegen Gastgeber Indien sowie zwei Niederlagen gegen Taiwan und China – den späteren Asienmeister – schied man nach der Vorrunde aus.

## Turnierbilanz

### Weltmeisterschaft
Da die Nationalmannschaft erst 2005 registriert wurde und die Lizenz von der FIFA bekam, konnte die Mannschaft sich lange Zeit nicht für Turniere anmelden beziehungsweise teilnehmen.
- 1991 bis 2007: nicht teilgenommen
- 2011 bis 2023: nicht qualifiziert

### Asienmeisterschaft
- 1975 bis 2006: nicht teilgenommen
- 2008 bis 2018: nicht qualifiziert
- 2022: Vorrunde
- 2026: qualifiziert

### Asienspiele
- 1990 bis 2022: nicht teilgenommen (1. Spiel erst 2005)

### Olympische Spiele
- 1996 bis 2004: nicht teilgenommen
- 2008 bis 2024: nicht qualifiziert